# Parergodrilidae
Parergodrilidae ist der Name einer Familie mit zwei Arten sehr kleiner, im Sandlückensystem von Meeren oder in Laubstreu lebender und sich von Bakterien ernährender Vielborster (Polychaeta). Parergodrilus heideri gilt als einzige Art wirklich landbewohnender Ringelwürmer, die nicht zu den Gürtelwürmern gehört.

## Merkmale
Die Parergodrilidae haben einen sehr kleinen, madenförmigen Körper mit nur wenigen, einander gleichenden Segmenten, denen jegliche Parapodien fehlen, mit einem gerundeten Prostomium und einem als Ring ausgebildeten Peristomium, an dem weder Antennen noch Palpen sitzen. Ein Paar rückziehbarer Nuchalorgane ist bei Stygocapitella vorhanden, fehlt aber bei Parergodrilus. Die Körperoberfläche ist mit sensorischen Papillen bedeckt. Eine muskulöse Kehlmembran fehlt, doch ist die Segmentscheidewand hinter dem Kopf die einzige voll ausgebildete, während die übrigen fast ganz fehlen. Die einfachen Borsten sitzen in paarigen ventrolateral Bündeln und sind bei Stygocapitella kapillarförmig oder gegabelt, bei Parergodrilus dagegen Stacheln. Am Pygidium sitzen keinerlei Cirren. An den ausstülpbaren, bauchseitig sitzenden Pharynx schließen sich ein Oesophagus, Magen, Mitteldarm und Enddarm an; bei Stygocapitella ist der Darm spiralförmig. Die Metanephridien sind bei Stygocapitella über den ganzen Körper verteilt, bei Parergodrilus dagegen auf wenige Segmente begrenzt. Dem geschlossenen Blutgefäßsystem fehlt bei Parergodrilus ein zentrales Herz, während bei Stygocapitella offenbar ein Herz in Höhe des Oesophagus liegt. Als Autapomorphie der Gruppe gilt die einzigartige Anordnung der Muskel- und Drüsenzellen des Pharynx, der ich in der Form der Zunge unterscheidet wie auch darin, dass es bei Stygocapitella einen Muskelbulbus gibt, während er bei Parergodrilus fehlt. Die Zunge kann ausgestülpt werden und dient dazu, Nahrungspartikel vom Substrat abzuweiden.
Über die schwache Körpermuskulatur aus einem Netzwerk ringförmiger und längs verlaufender Muskelfasern spannt sich eine kräftige Cuticula. Stygocapitella bewegt sich fort, indem sie ihr Vorderende um Sandkörner hakt, den Körper durch Muskelkontraktion nach vorn zieht und dann den Hinterkörper streckt.

## Entwicklungszyklus
Die Parergodrilidae sind getrenntgeschlechtlich. Beim Männchen von Stygocapitella führt ein Spermiensack mit zwei Hoden zu einem Paar Spermienleitern, die durch drüsoge Poren an der Bauchseite des 10. Segments nach außen münden. Das Weibchen von Stygocapitella hat einen Eierstocksack mit zwei Eierstöcken, der über ein Paar Eileiter durch Poren an der Bauchseite zwischen dem 10. und dem 11. Segment nach außen führt. Ein Teil des Eileiters dient als Receptaculum seminis; es gibt also eine Kopulation und innere Befruchtung. Stygocapitella legt große, dotterreiche Eier, die in einer Gallerthülle zwischen Sandkörnern befestigt werden. Aus den Eiern schlüpfen ohne Zwischenstadium direkt kriechende Würmer mit 4 borstentragenden Segmenten.

## Die beiden Arten und ihre Verbreitung
Zwei Arten (in je einer monotypischen Gattung) in der Familie sind bekannt:
- Parergodrilus heideri ist in ganz Europa verbreitet. Hier lebt er in dicken, nassen Schichten zerfallender Laubstreu und in morschen Baumstümpfen in Buchenwäldern, gelegentlich auch in und neben Bächen und Tümpeln, wo er sich von der Bakterienflora der zerfallenden Pflanzenteile ernährt.
- Stygocapitella subterranea ist in Sandlückensystemen an den Ufern des nordöstlichen Pazifischen Ozeans, des nördlichen Atlantischen Ozeans, der Nordsee, des Mittelmeers, des Schwarzen Meers, des Augusta River und des Margaret River in Westaustralien sowie an groben Sandstränden in Neuseeland gefunden worden. Möglicherweise handelt es sich um zahlreiche Kryptospecies, zumal auf Grund der direkten Entwicklung ohne pelagisches Larvenstadium keine rasche Verbreitung stattfindet.

## Systematik
Erich Reisinger stellte 1925 die Familie auf Grundlage der in Österreich gefundenen terrestrischen und limnischen Gattung Parergodrilus auf. In einer Arbeit von 1960 stellt er noch einmal die entscheidenden Ähnlichkeiten zwischen den beiden Gattungen beziehungsweise Arten heraus, womit er die Zuordnung von Stygocapitella zu dieser Familie begründet. Auf Grund ihres vermeintlich ursprünglichen, sehr einfachen Bauplans wurde die Familie lange zu den heute nicht mehr als natürliche Gruppe anerkannten Archiannelida gezählt. Auf Grund ihrer phylogenetischen Untersuchungen stellten Struck, Golombek und andere 2015 die Familie zu den Orbiniida.